# Domnul și doamna Smith (film din 2005)
Domnul și doamna Smith este un film american de comedie de acțiune din 2005 regizat de Doug Liman⁠(d) și scris de Simon Kinberg⁠(d). Filmul îi distribuie pe Brad Pitt și Angelina Jolie în rolul unui cuplu căsătorit plictisit din clasa de mijloc, surprins să afle că sunt amândoi asasini aparținând agențiilor concurente și că li s-a dat sarcina să se ucidă reciproc. Pe lângă faptul că a fost un succes comercial, Domnul și doamna Smith a stabilit, de asemenea, relația personală dintre Brad Pitt și Angelina Jolie. 
Filmul a fost lansat în Statele Unite pe 10 iunie 2005. A primit recenzii mixte de la critici, dar de atunci a încasat 487,3 milioane de dolari în întreaga lume.

## Distribuție
- Brad Pitt ca John Smith
- Angelina Jolie ca Jane Smith
- Vince Vaughn ca Eddie
- Adam Brody⁠(d) ca Benjamin "the Tank" Danz
- Kerry Washington⁠(d) ca Jasmine
- Keith David ca Father
- Chris Weitz⁠(d) ca Martin Coleman
- Rachael Huntley ca Suzy Coleman
- Michelle Monaghan ca Gwen
- Stephanie March⁠(d) ca Julie
- Jennifer Morrison ca Jade
- Perrey Reeves⁠(d) ca Jessie
- William Fichtner ca Dr. Wexler, consilierul matrimonial (fără mențiune pe generic)
- Angela Bassett ca vocea șefei Domnului Smith, Atlanta (fără mențiune pe generic)

### Casting
Brad Pitt și Nicole Kidman au fost inițial distribuiți pentru rolurile principale atunci când Doug Liman⁠(d) a primit scenariul. Cu toate acestea, programul de filmări a lui Kidman a fost în neconcordanță cu cel al lui Liman la acea vreme și ea a trebuit să părăsească filmul, iar Pitt a renunțat în consecință. Liman i-a propus apoi pe Will Smith și Catherine Zeta-Jones ca protagoniști; Johnny Depp și Cate Blanchett ar fi urmat, de asemenea, să fie repartizați în rolurile respective. Pitt a revenit când Gwyneth Paltrow a fost distribuită în rolul lui Jane. Paltrow a renunțat mai târziu și Angelina Jolie a fost repartizată în rolul respectiv.  Și Gwen Stefani a audiat pentru rolul doamnei Jane Smith.

## Recepție

### Recenzii critice
Site-ul web de agregare a recenziilor Rotten Tomatoes i-a oferit filmului Domnul și doamna Smith un rating de aprobare de 59% bazat pe 212 recenzii, cu un scor mediu de 6,10/10. Consensul criticilor site-ului spune: „Deși acest film romantic de acțiune suferă din cauza scenariului slab și de prea multe explozii, chimia generată de cuplul format din Pitt și Jolie este suficient de palpabilă pentru a face din acesta un film de acțiune de vară complet plăcut.” La Metacritic, care atribuie un rating normalizat recenziilor de la critici consacrați, filmul a primit o medie de rating de 55 din 100, pe baza a 41 de critici, care au indicat „recenzii mixte sau medii”. Publicul chestionat de CinemaScore a acordat filmului o notă medie de „B+” pe o scară de la A+ la F.